# Gemu-Gofa
Gemu-Gofa (ጋሙ ጎፋ, auch Gamu Gofa) war eine Provinz im südlichen Teil Äthiopiens, benannt nach den zwei ethnischen Gruppen, welche innerhalb der Grenzen der Provinz lebten: den Gamo und den Gofa.
Zunächst vom äthiopischen Kaiser Menelik II. in den 1880er Jahren dem Kaiserreich Abessinien eingegliedert, war ihre Hauptstadt zuerst Chencha, ab 1965 wurde ihre Hauptstadt nach Arba Minch verlegt.
Gamu-Gofa wurde vom Westen sowie vom Norden her vom Königreich Kaffa (ab 1987 Provinz Kaffa) eingegrenzt, an der Nord- und Ostgrenze lag die Provinz Sidamo, im Südosten lag der See Chew Bahir und im Süden schließlich Britisch-Ostafrika (später Kenia) sowie der Turkanasee.
Mit der Annahme sowie dem Inkrafttreten der Verfassung der Demokratischen Bundesrepublik Äthiopien im Jahre 1995 wurde Gamu-Gofa reorganisiert und in die Zonen Semien-Omo-Zone (Omo Nord) sowie die Debub-Omo-Zone (Omo Süd) innerhalb der äthiopischen Region der südlichen Nationen, Nationalitäten und Völker aufgeteilt.